# Blandiana
Blandiana (deutsch Stumpach, ungarisch Maroskarna oder Karna) ist eine rumänische Gemeinde im Kreis Alba in der Region Siebenbürgen.

## Lage

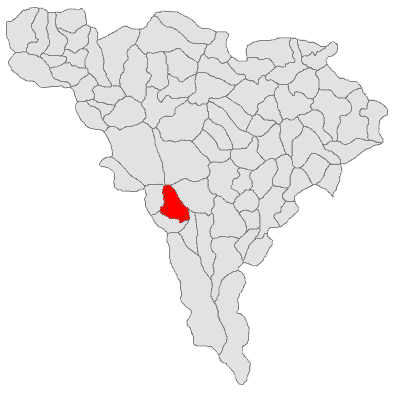
Lage der Gemeinde Blandiana im Kreis Alba

Das Dorf Blandiana liegt am rechten Ufer des Flusses Mureș am südlichen Rand des Siebenbürgischen Erzgebirges, einem Teil des Apuseni-Gebirges, im Südwesten des Kreises Alba. Mit seinen vier eingemeindeten Dörfern dehnt sich der Ort auf einer Fläche von 7843 Hektar aus. Die nächste Stadt Sebeș liegt etwa 13 Kilometer Luftlinie östlich entfernt.

## Geschichte
Auf dem Territorium der Gemeinde befinden sich zahlreiche archäologische Fundstätten, die nach Berichten von G. Téglás, M. Roska, Kurt Horedt u. a. auf eine Besiedlung seit der Bronzezeit hinweisen. Auch wurden Nekropolen aus der La-Tène-Zeit und aus dem 10./11. Jahrhundert n. Chr. sowie Reste einer Siedlung aus dako-römischer Zeit gefunden. Die vor- und frühgeschichtlichen Funde befinden sich heute im Muzeul Național al Unirii Alba Iulia.
Urkundlich wurde das Dorf erstmals im Jahre 1733 unter dem Namen Kerna (1854 unter Karna, nachher unter Maroskarna) erwähnt. Im 19. Jahrhundert gehörte es zum katholischen Domkapitel von Alba Iulia und lag im Unterweißenburger Komitat. Die Bewohner waren fast ausschließlich Rumänen. Nachdem das Dorf bis zum Ende des Ersten Weltkriegs zu Österreich-Ungarn gehört hatte, gelangte es 1918/1920 an Rumänien. In diesem Zusammenhang wurde der bis dahin im Rumänischen gebräuchliche Name Cârna in Blandiana geändert.

## Bevölkerung
Die Bevölkerung entwickelte sich wie folgt:
| 1850 | 1.875 | 1.826 | 6  | 1 | 42 |
| 1900 | 2.587 | 2.569 | 15 | 3 | -  |
| 1930 | 2.463 | 2.409 | 2  | - | 52 |
| 2002 | 1.187 | 1.174 | 3  | - | 10 |
| 2011 | 923   | 863   | -  | - | 60 |
| 2021 | 818   | 761   | -  | - | 57 |

Im Jahre 2002 lebten im Dorf Blandiana selbst 696 Menschen, in den eingemeindeten Dörfern 491 Personen (Acmariu 444, Ibru 3, Poieni 9 und Răcătău 35). Die höchste Anzahl an Deutschen (11) auf dem Territorium der heutigen Gemeinde wurde 1890 registriert.

## Sehenswürdigkeiten
- Die rumänische-orthodoxe Kirche Sf. Arhangheli, erbaut 1890 anstelle einer Holzkirche. Die neue Kirche unterscheidet sich von der hölzernen u. a. durch den angebauten Glockenturm. Das relativ niedrige Kirchenschiff mit einer halbrunden hölzernen Decke erstreckt sich bis über die Apsis.[8]
- Die Holzkirche Sf. Nicolae, 1768 im eingemeindeten Ortsteil Acmariu (Meergrub) errichtet und im 19. Jahrhundert umgestaltet, stand 2004 noch unter Denkmalschutz. Auf der Liste des rumänischen Kulturministeriums von 2010 wird diese nicht mehr weitergeführt.[4]
- Das Naturreservat Piatra Tomii.

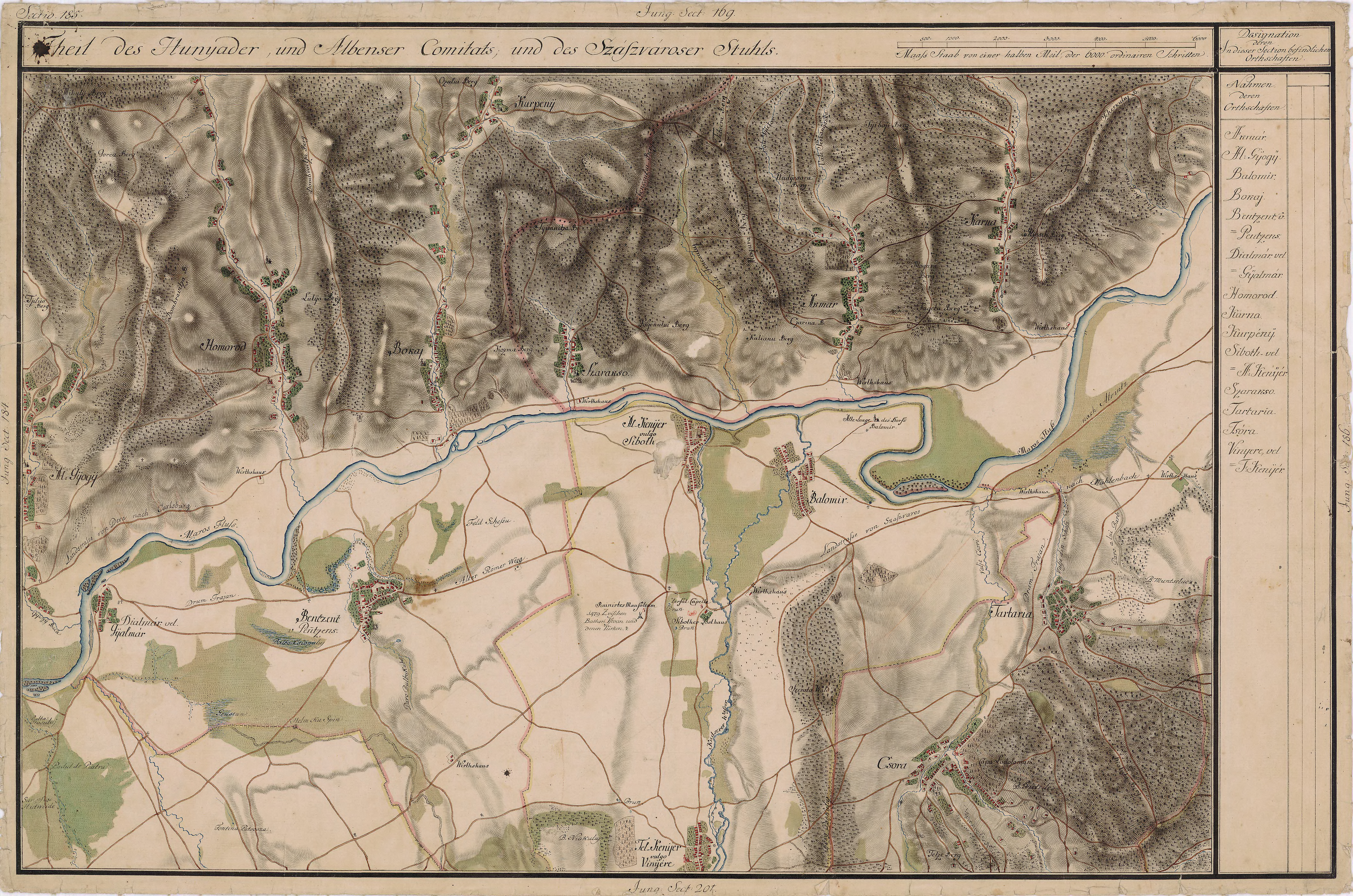
Blandiana in der Josephinische Landaufnahme von 1767 bis 1773
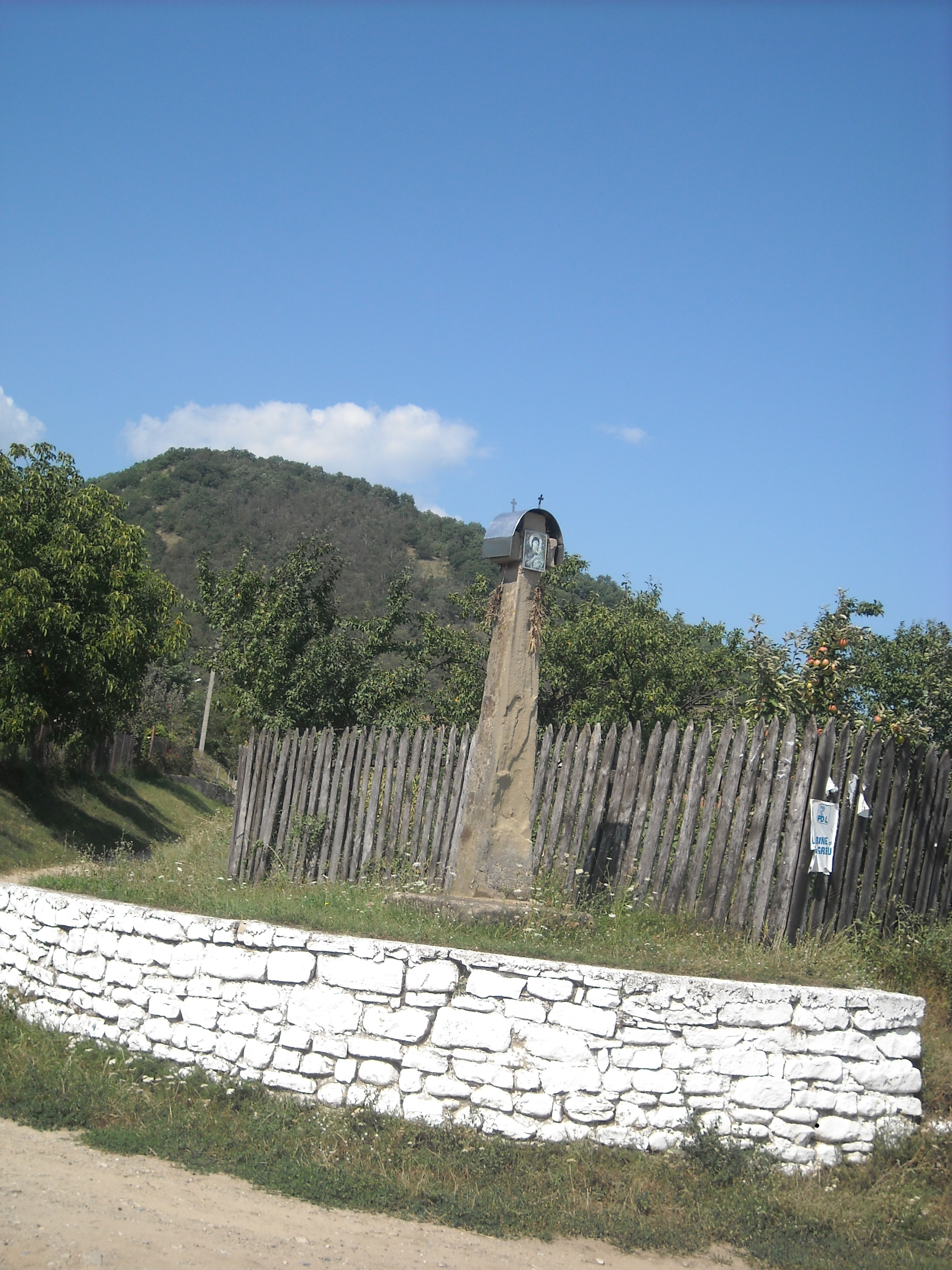
Kruzifix in Blandiana mit einem Bildnis der Heiligen Jungfrau Maria
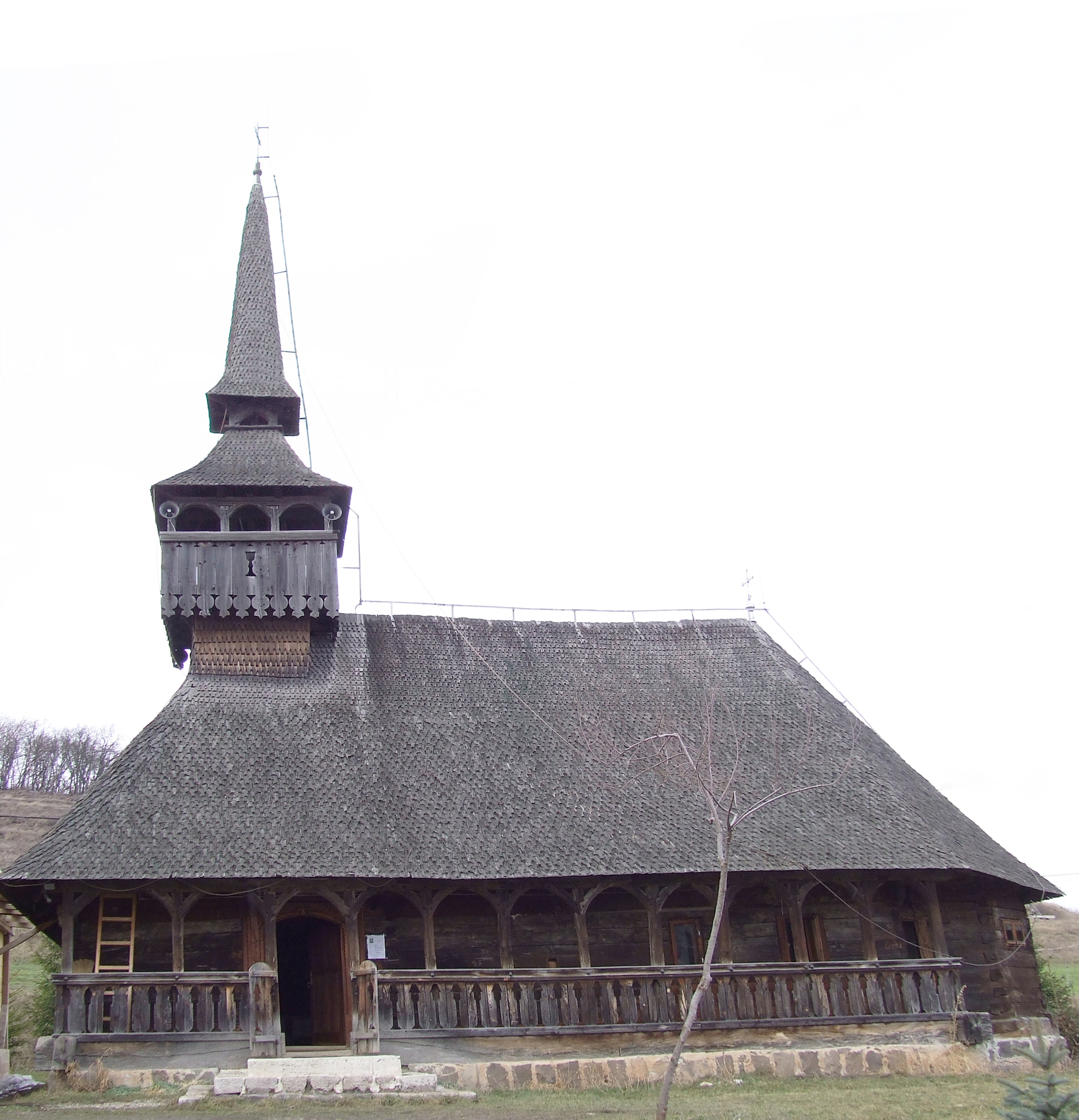
Die Holzkirche in Acmariu

## Sonstiges
Die Schriftstellerin Ana Blandiana (* 1942) benannte sich nach Blandiana, dem Geburtsort ihrer Mutter.